# Olympische Sommerspiele 1932/Leichtathletik – 50 km Gehen (Männer)

Das Hotel Alexandria in Los Angeles
auf einer Postkarte

Der Wettbewerb über 50 km Gehen der Männer bei den Olympischen Spielen 1932 in Los Angeles wurde am 3. August 1932 ausgetragen. Fünfzehn Athleten nahmen teil. Start und Ziel war das Los Angeles Memorial Coliseum.
Seit 1908 wurden Gehwettbewerbe über verschiedene Distanzen ausgetragen. Nur 1928 in Amsterdam gab es keine Gehdisziplin. Hier in Los Angeles konnten Sportgeher wieder antreten. Diesmal wurde die 50-km-Strecke eingeführt, die mit Ausnahme von 1976 bis heute fester Bestandteil des olympischen Programms ist.
Erster Olympiasieger über die 50 km wurde der Brite Tommy Green vor dem Letten Jānis Daliņš. Der Italiener Ugo Frigerio, dreifacher Olympiasieger von 1920 und 1924, gewann die Bronzemedaille.

## Rekorde

### Bestehende Rekorde
Offizielle Rekorde wurden damals in dieser Disziplin außer bei Meisterschaften und Olympischen Spielen aufgrund der unterschiedlichen Streckenbeschaffenheiten nicht geführt.
| Weltbestzeit       | 4:30:22 h                                   | Romano Vecchietti ( Königreich Italien)     | Rom, Italien                                | 16. September 1928                          |
| Olympischer Rekord | Wettbewerb erstmals im olympischen Programm | Wettbewerb erstmals im olympischen Programm | Wettbewerb erstmals im olympischen Programm | Wettbewerb erstmals im olympischen Programm |

### Erster olympischer Rekord
Der britische Olympiasieger Tommy Green stellte im Wettkampf am 3. August mit 4:50:10 h den ersten olympischen Rekord auf.

## Durchführung des Wettbewerbs
Es gab keine Vorentscheidungen, die Wettkämpfer traten alle gemeinsam zum Finale an.

## Der Wettkampf
Datum: 3. August 1932
| Platz | Name               | Nation             | Zeit      | Anmerkung |
| ----- | ------------------ | ------------------ | --------- | --------- |
| 1     | Tommy Green        | Großbritannien     | 4:50:10 h | OR        |
| 2     | Jānis Daliņš       | Lettland           | 4:57:20 h |           |
| 3     | Ugo Frigerio       | Königreich Italien | 4:59:06 h |           |
| 4     | Karl Hähnel        | Deutsches Reich    | 5:06:06 h |           |
| 5     | Ettore Rivolta     | Königreich Italien | 5:07:39 h |           |
| 6     | Paul Sievert       | Deutsches Reich    | 5:16:41 h |           |
| 7     | Henri Quintric     | Frankreich         | 5:27:25 h |           |
| 8     | Ernest Crosbie     | USA                | 5:28:02 h |           |
| 9     | Bill Chisholm      | USA                | 5:51:00 h |           |
| 10    | Alfred Maasik      | Estland            | 6:19:00 h |           |
| DNF   | Henry Cieman       | Kanada             |           |           |
| DNF   | Harry Hinkel       | USA                |           |           |
| DNF   | Ioannis Moralis    | Griechenland       |           |           |
| DNF   | Francesco Pretti   | Königreich Italien |           |           |
| DNF   | Arthur Tell Schwab | Schweiz            |           |           |

In der brütenden Mittagshitze schickte man die Geher auf die neue olympische Distanz über fünfzig Kilometer. Unter den großen Strapazen hatten alle sehr zu leiden und zahlreiche Athleten mussten aufgeben. Olympiasieger wurde der bereits 39-jährige Brite Thomas Green. Mit gut sieben Minuten Rückstand erreichte der Lette Jānis Daliņš das Ziel, Bronze ging an den Dominator der Gehstrecken bei den Olympischen Spielen 1920 und 1924 Ugo Frigerio aus Italien. 1928 hatte man das Gehen vorübergehend aus dem olympischen Programm gestrichen.
Jānis Daliņš gewann die erste olympische Medaille für Lettland.

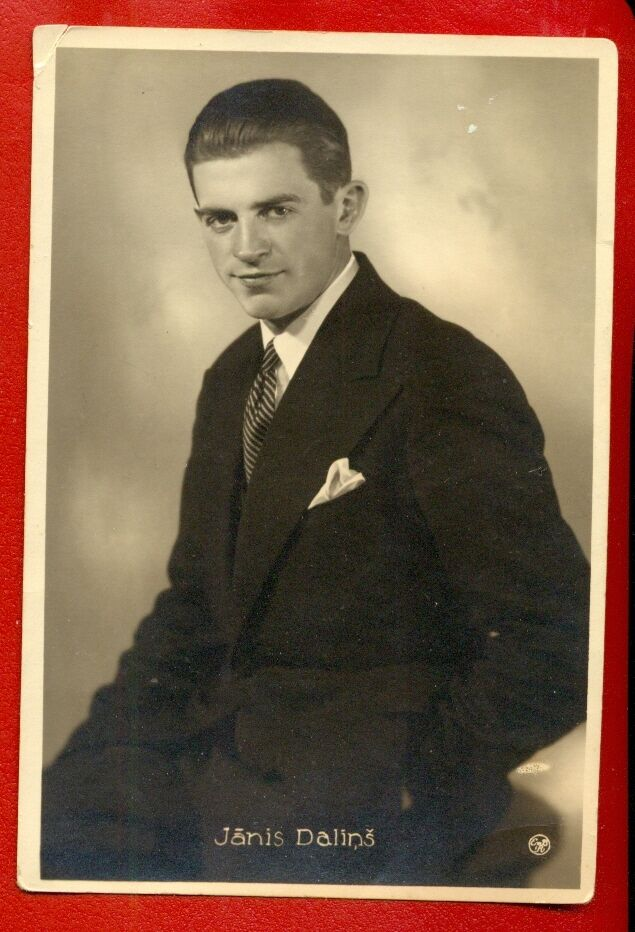
Silbermedaillengewinner Jānis Daliņš
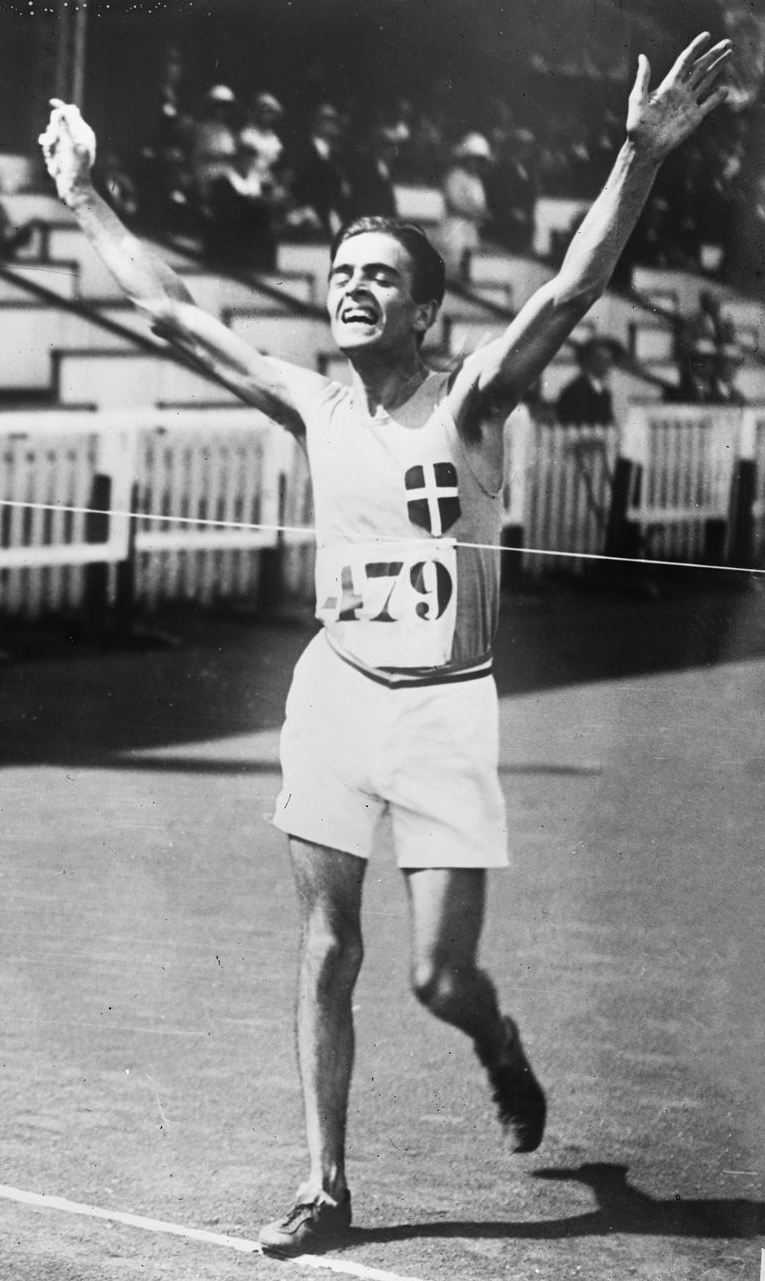
Ugo Frigerio gewann Bronze
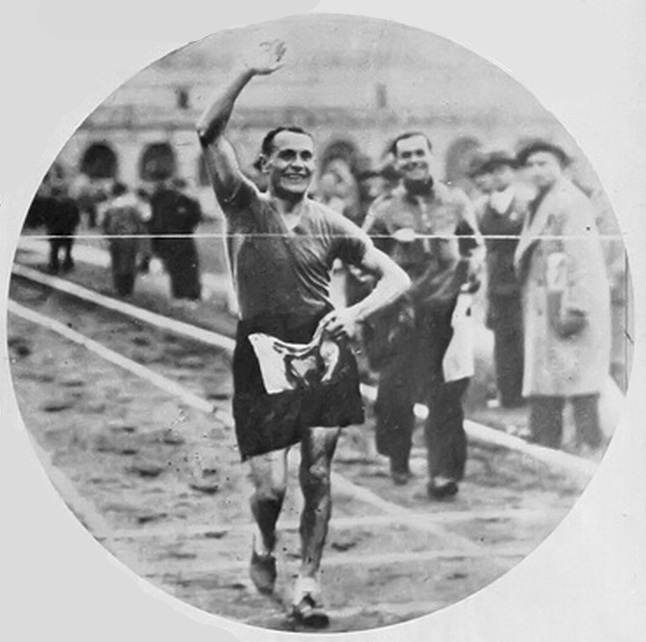
Der fünftplatzierte Ettore Rivolta
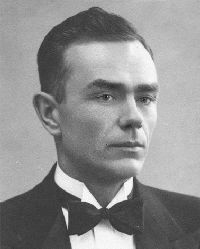
Alfred Maasik belegte Rang zehn